# PortableApps.com
PortableApps.com平台是一個提供各種免費、通常用於Microsoft Windows平台的可攜式軟體網站。這些綠色軟體都被重新包裝，以適合於便攜環境中使用，例如：存放在闪存盘中。使用者的數據儲存在應用程式以外的資料夾內，以便當使用者更新、升級或遷移應用程式時，其個人資料不受影響。而要刪除這些軟體亦很簡單：只要刪除整個應用程式的資料夾，無需經過繁瑣的解除應用程式過程。
PortableApps.com是由John T. Haller所成立的，並由超過100位軟體開發者、設計者及翻譯者的參與。

## 歷史
計劃起始於2004年3月時開發的可攜版Firefox。John T. Haller後來將計劃擴展，至包含Mozilla Thunderbird及當時的OpenOffice.org套裝軟體。很快，Haller的網站上开源软件的數量大幅上升，所以他將開發團夥移到網站，成立了PortableApps.com。在這個網站上，討論區的成員主持了多個將現有軟體轉化為可便攜版本的專案；與此同時， 網站亦成為了製成品出現程序错误時的匯報區，以及對未來開發期望的討論區。有部分PortableApps平台成員的分發並不在主網站，而是在SourceForge.。

## 格式
為PortableApps.com平台設計的應用程式都遵從在PortableApps.com選單使用的格式，依從特定的形式命名，即以.paf.exe作為檔案的文件扩展名、包括有以HTML為格式的說明文檔、以及把數據儲存於名為Data的資料夾，讓PortableApps.com的備份實用程式可對程式的數據進行簡單的備份。為配合PortableApps.com選單，為平台設計的應用程式應該採用Nullsoft腳本安裝系統的程式安裝器，並以PortableApps.com的安裝器來產生，又或以任何其他程式安裝器裝作、但可自動解壓的已壓縮存檔。
絕大多數的應用程式均能於大多數電腦上執行，Windows 2000或更遲。這些軟件有不少都可以在类Unix系统環境下透過Wine來執行，當中有些甚至可以在Windows 95/98/Me上執行，只是當程式更新後，可能不再可以在這些老舊環境上使用。

## PortableApps.com 平台
要執行PortableApps的軟體並不一定需要安裝PortableApps.com 平台，但能夠為使用者提供一個更統合的環境，例如：
- 可選擇要安裝的可攜式軟體的選單；
- 可搜尋新的可攜式軟體的目錄；
- 搜尋使用者的闪存盘中的內容；
- 讓軟體能隨時保持最新版本的更新軟體；
- 可攜式字型
- 備份軟體
- 個人化的介面
- 隨打即搜

## 參看
- Comparison of application launchers
- List of portable software
- 綠色軟體/可攜式軟體
- Portable application creators

## 外部連結
- 官方网站